# Nkami
El nkami és una llengua guang septentrional que parlen els nkamis a la regió Oriental de Ghana. Hi ha entre 7.000 (2009) i 7.800 nkamis a Ghana. El seu codi ISO 639-3 és nkq però no apareix al glottolog.

## Família lingüística
Segons l'ethnologue, el nkamiforma part del subgrup de llengües guangs septentrionals, que formen part de la família de les llengües kwa, que són llengües Benué-Congo. Les llengües guangs septentrionals són el foodo, el dompo, el dwang, el foodo, el gikyode, el ginyanga, el gonja, el chumburung, el kplang, el nawuri, el krache, el nchumbulu, el nkonya i el tchumbuli. El nkami no apareix al glottolog.

## Situació territorial i pobles veïns
Els nkamis viuen a Amankwakrom, al districte d'Afram Plains de la regió Oriental de Ghana.
Segons el mapa lingüístic de Ghana de l'ethnologue, el territori Nkami està situat a l'oest del llac Volta. Aquest territori és compartit amb el territori dels àkans que envolten els nkamis per tot arreu excepte a l'oest, a on hi ha el llac Volta. Els dangmes viuen al sud, no gaire lluny del territori nkami.

## Dialectes i semblança amb altres llengües
El nkami no té dialectes. El nkonya és similar al nkami.

## Sociolingüística, estatus i ús de la llengua
El nkami és una llengua vigorosa (EGIDS 6a): Tot i que no està estandarditzada, és utilitzada per persones de totes les edats i generacions tant a la llar com en societat i la seva situació és sostenible. No existeix escriptura en llengua nkami.